# Nag’s Head Island
Nag’s Head Island ist eine Insel in der Themse flussaufwärts des Culham Lock bei Abingdon in England. Die Abingdon Bridge führt über sie hinweg.
Auf dem flussaufwärts der Brücke gelegenen Teil der Insel stand das Nag’s Head Pub, von dem die Insel ihren Namen hat.
Von der Spitze der Insel gibt es einen täglichen Bootsservice nach Oxford. Auf der Insel gibt es Geschäfte zur Schiffsausrüstung und öffentliche Freiflächen.